# 취한 말들을 위한 시간
《취한 말들을 위한 시간》(A Time For Drunken Horses)은 이란에서 제작된 바흐만 고바디 감독의 2000년 드라마 영화이다. 아윱 아마디 등이 주연으로 출연하였고 바흐만 고바디 등이 제작에 참여하였다. 2000년에 칸 영화제에서 황금카메라상(Caméra d'Or)을 공동 수상하였다.

## 출연

### 주연
- 아윱 아마디
- 로진 요우네시
- 아마네 에크티아르-디니
- 마디 에크티아르-디니

## 기타
- 미술: 바흐만 고바디